# Albert de Quintana i Combis
Albert de Quintana i Combis (en catalan) ou Alberto de Quintana y Combis (en castillan), né le 11 novembre 1834 à Torroella de Montgrí (province de Gérone) et mort à Madrid le 17 mars 1907, est un propriétaire terrien, homme politique espagnol et poète d'expression catalane,.
Politiquement, il fut député provincial de Gérone à plusieurs reprises au cours des années 1870 et 1880.

## Origines familiales et enfance
Albert de Quintana y Combis naît à Torroella de Montgrí le 11 novembre 1834, fils de José Combis y Bertrán, originaire de Peratallada, et d'Antonia de Quintana de Pouplana, issue d'une famille de propriétaires terriens basés à Montgrí. En raison d'un accord fiduciaire, il fait usage du nom de famille de sa mère en premier, contrairement au système traditionnel espagnol.

## Écrivain
Quintana développe une passion précoce pour la littérature, suivant le mouvement libéral et les idéaux politiques de la Renaixença catalane, influencé par Víctor Balaguer. Il se concentre exclusivement sur la poésie, écrivant toujours en catalan, et souvent sur des thèmes patriotiques de l'histoire médiévale catalane. C'est sous le pseudonyme de Lo cantor del Ter (« Le chanteur du Ter ») qu'il commence à publier ses premières œuvres dans les années 1850, dans le journal local El Conceller. Son talent lui vaut reconnaissance dans plusieurs concours littéraires ; par exemple, en 1858, Quintana, alors âgé de 24 ans, remporte un prix lors d'un concours organisé par l'Académie des Bonnes Lettres de Barcelone pour son poème épique La conquista de Mallorca per don Jaume el Conquistador (« La conquête de Majorque par Don Jacques le Conquérant »), écrit en octaves royales.
L'année suivante, il remporte un prix lors de l'édition inaugurale des Jeux floraux de Barcelone, dont il devient ensuite un participant régulier, remportant encore des prix en 1860, 1869 et 1870, dont une « églantine d'or » dans cette dernière édition avec l'œuvre Cansó del compte d'Urgell en Jaume. Il est plus tard membre du Consistoire des Jeux en 1873 et président en 1874,. Son œuvre poétique, peu étendue, est caractérisée par un romantisme historiciste, et est partiellement compilée dans Lectura Popular, publié par un éditeur local de La Bisbal d'Empordà ; cependant, certaines pièces, comme La batalla de Muret (1868), ne seront jamais publiées.
Il participe en 1868 organisées en l'honneur de Frédéric Mistral. En 1876, son nom figure sur la première liste de majoraux du Félibrige, et il devient syndic de la nouvelle maintenance de Catalogne.

## Propriétaire terrien
Comme un grand nombre de ses ancêtres, Quintana gère de vastes domaines agricoles à Torroella de Montgrí et dans d'autres régions de l'Empordà, notamment consacrés à la production de liège. Il expérimente des techniques agricoles innovantes et plaide pour le développement d'une industrie du bouchon de liège pour soutenir l'économie locale. En tant que parlementaire et directeur du conseil de défense de la production et des industries du liège de Catalogne, il défend l'introduction de droits de douane à l'exportation.
Il est également copropriétaire d'une ferme à Porto Rico.

## Carrière politique
Politiquement, Quintana fait partie de la faction la plus catalaniste du Parti progressiste, partisant de la décentralisation administrative. Au milieu des années 1860, il devient député provincial de La Bisbal d'Empordà.
Il participe au mouvement insurrectionnel qui culmine avec la « Glorieuse » révolution de 1868. Le succès de cette dernière profite à Quintana, puisqu'il occupe ensuite plusieurs postes politiques au début des années 1870, notamment député provincial de Gérone (1869-1871), gouverneur civil de Huesca (1872) et député aux Cortes en représentation de Santa Coloma de Farners (1872). Après la scission de la coalition libérale, il s'allie à la faction constitutionnaliste de Práxedes Mateo Sagasta.
Tout au long de sa carrière, Quintana assiste à plusieurs expositions universelles en tant que délégué, représentant Gérone à l'Exposition universelle de 1867, puis le gouvernement espagnol à l'Exposition universelle de Vienne de 1873 et à l'Exposition de Paris de 1878, cette dernière en tant que membre de la Commission royale,. Il joue également un rôle clé dans la participation de l'Espagne à l'Exposition du centenaire de Philadelphie en 1876 et entreprend également plusieurs missions internationales pour promouvoir la production agricole et animale.
Durant les premières années de la Restauration, Quintana s'aligne sur le centre parlementaire et renouvelle sa loyauté envers Sagasta dans le Parti libéral-fusionniste fondé en 1880. Il est de nouveau député provincial de Gérone à quatre reprises (1876-1879, 1881-1884, 1884-1886 et 1886-1888) , dont la dernière prend fin après sa démission de son siège parlementaire pour se rendre à Cuba, où il occupe plusieurs postes dans l'administration coloniale espagnole, comme secrétaire du gouvernement général de Cuba, puis surintendant général des finances de l'île, poste qu'il occupe en 1888-1889. Bien qu'élu sénateur de Gérone en 1894, il ne prend jamais officiellement ses fonctions .

## Vie personnelle
Quintana s'est marié deux fois, d'abord avec Pompeya Serra y Padrosa, originaire de Mataró, où la famille a vécu quelques années, et le couple a eu quatre enfants : Pompeyo, María, Eugenia et José. Après la mort prématurée de sa femme, il épouse sa sœur Oriola, avec qui il a eu trois autres enfants : Carolina, Antonia et Albert ; plusieurs d'entre eux ont occupé des fonctions politiques. Pendant son séjour à Cuba, son fils aîné, Pompeyo de Quintana y Serra (1858–1939), rencontre sa future épouse Flora de León y Dorticós, nièce du capitaine général de l'île.

## La mort
Il meurt à Gérone le 17 mars 1907, à l'âge de 72 ans,. Son ouvrage Les idees lliberals en la política española (« Les Idées libérales dans la politique espagnole ») est publié à titre posthume en 1910.